# 29 juin 1923
Le vendredi 29 juin 1923 est le 180e jour de l'année 1923.

## Naissances
- Beatrix Miller (morte le 21 février 2014), Journaliste et rédactrice en chef britannique
- Chou Wen-chung (mort le 25 octobre 2019), musicien chinois
- Gene Bilbrew (mort le 1er mai 1974), dessinateur fétichiste afro-américain
- Gisèle Jónsson (morte le 27 novembre 2013), botaniste française
- Olav Thon, homme d'affaires norvégien
- Pablo García Baena (mort le 14 janvier 2018), poète espagnol
- Pedro Mercado (mort le 2 avril 2001), cavalier argentin
- René de Nebesky-Wojkowitz (mort le 9 juillet 1959), ethnologue et tibétologue, tchèque et autrichien
- Renyldo Ferreira (mort le 28 avril 2023), cavalier brésilien de concours complet et de saut d’obstacles

## Décès
- Fritz Mauthner (né le 22 novembre 1849), écrivain et philosophe de langue allemande (1849-1923)
- Gustave Kerker (né le 28 février 1857), compositeur et chef d'orchestre allemand